# 법정단위
법정계량단위(法定計量單位)는 정확성과 공정성을 확보하기 위하여 정부가 법령에 의하여 정하는 상거래 및 증명용 단위이다.

## 정의
법정 단위는 국민생활의 편의 증진, 건전한 상거래 질서유지와 과학·산업발전의 토대 확립을 위해 법률로 사용토록 규정한 측정 단위이다.
- 현재 법정단위는 m(길이) kg(질량) s(시간) 등 7개 기본단위, 기본단위에서 유도된 43개 유도단위 및 특정한 분야에서만 사용되는 53개 특수단위로 구분
- 관련 법령: 계량에 관한 법률 제4조(법정단위) 및 제6조(비법정단위의 사용금지 등)

- 우리나라의 법정계량단위는 국제법정계량기구에 권고하는 국제단위계(SI)에 근거함.

## 기능
정확한 단위 사용은 소비자를 보호하고 국제교역 기반을 마련
부정확한 단위에 의한 상거래는 소비자 손실 초래
- 2015년 아파트 거래총액은 296조원, 총 122만 461건 거래, 평균면적은80 m2로, 습관적으로106m2∼109m2는32평으로 표기하는 등, 만약 1m2 오차표기 시 거래1건 당 약300만원 거래오차가 발생

상이한 국제 거래단위 사용은 불필요한 행정·기술적 무역 장애 요소 발생
- 미국, 라이베리아, 미얀마 3개국을 제외한 전 세계의 국가에서 국제단위계를 공식 채택(출처: 미국중앙정보국(CIA)의 월드 팩트북)

## 추진역사
- 1946. 4 국제미터원기와 킬로그램원기(No.39)를 일본으로부터 환수.
- 1959. 7. 28 국제협약에 36번째 회원국으로 가입.
- 1961. 5. 10 계량법(법률 제615호)공포 및 조선도량형령 폐지, 법정단위를 SI단위로 정하고 그 정의를 정함.
- 1963. 5. 31 계량법을 개정하여 길이의 원기를 폐기하고 광도 단위의 정의를 변경.
- 1963. 11. 28 계량법 시행령을 개정하여 길이, 온도, 광고 및 소음 등 각종 단위의 정의를 변경.
- 1964. 1. 4 건물 및 토지에 관한 계량을 제외하고 모든 거래·증명에에 미터법을 전면 시행하고, 비법적계량기 제작 및 수입을 금지.
- 1965. 7 미국 존슨 대통령이 박정희 대통령에게 한·미과학기술협력의 상징으로 "미터표준기 1조"를 기증. 처음에는 한국과학기술 연구소 (KIST)본관에서 보관하다 한국표준과학연구원이 설립된 뒤 동 연구원으로 이관.
- 1966. 1. 1 미터법과 비 미터법 병용 계량기의 사용을 금지.
- 1966 미국 존슨 대통령 방한 시 한·미과학기술협력의 상징으로 길이,질량,부피표준기를 기증.
- 1972. 6 미국립표준군(NBS)조사단이 내한하여 국가측정표준기관 설치 건의.
- 1973. 1. 15 계량법을 개정하여 기본단위인 암페어를 계량법에 통합.
- 1973. 1. 16 공업진흥청 신설.span>
- 1975. 12. 24 한국표준연구소 설립.
- 1975. 12. 31 계량법을 개정하여 한국표준연구소 설립 근거를 명시하고 보조계량단위 기호 설정.
- 1983. 1. 1 건물 및 토지의 계량에 척관법 사용 허용을 폐지하고 SI단위로 강제 실시.
- 1999. 2. 8 국가표준기본법을 제정하여 기본단위와 유도단위의 정의를 정하고 SI단위를 법정단위로 채택.
- 2000. 1. 21 국가표준기본법에 제정됨에 따라 계량법을 계량에 관한 법률로 개정.
- 2000. 6. 23 계량에 관한 법률 시행령을 개정하고 법정단위를 재정비하고 12개의 보조잠정단위는 2001. 6.30. 이후 사용을 금지토록
- 2014. 5. 28 「계량에 관한 법률」 개정